# Milton Abbey

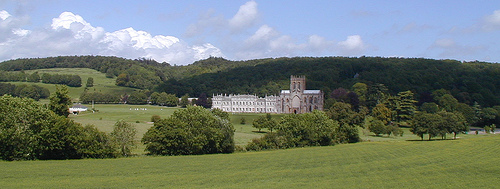
Milton Abbey vista dos campos.

Milton Abbey é um grande palácio rural inglês formado a partir duma antiga abadia beneditina, cujo nome completo era Abbey Church of St Mary, St Samson and St Branwalader (Igreja Abadia de Santa Maria, São Sansão e São Branwalader). Localiza-se perto da aldeia de Milton Abbas, no Dorset. Actualmente, o edifício alberga uma escola, a Milton Abbey School.

## História

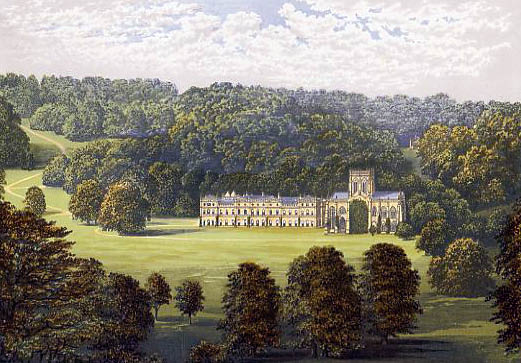
Milton Abbey nos finais do século XIX.

Milton Abbey foi uma fundação beneditina, mas, actualmente, apenas parte da igreja sobrevive e é usada como  capela da Milton Abbey School. A abadia foi fundada pelo Rei Etelstano, em 933, existindo duas pinturas medievais do rei e da sua mãe no coro. A igreja medieval ardeu em 1309 e, apesar da reconstrução ter começado logo de seguida, o edifício só atingiu o seu tamanho actual cerca de 1400.
Um dos benfeitores da igreja foi Sir John Tregonwell, cuja família entrou em posse dos edifícios em 1540, em sequência da Dissolução dos Mosteiros em 1539. Tregonwell caíu do telhado da igreja num acidente na infância, mas a sua vida foi salva quando umas calças largas se encheram de ar e amorteceram a sua queda. Em agradecimento, legou a sua biblioteca à igreja.
Em 1752, os edifícios foram comprados pela família Damer. Para dar lugar a uma nova casa e propriedade paisagística, o 1º Barão Milton (mais tarde 1º Conde de Dorchester) demoliu os edifícios restantes da abadia em 1771, conservando apenas parte da igreja como capela privada, e a adjacente cidade-mercado de Milton em 1780, criando a actual aldeia de Milton Abbas para realojar os habitantes. A nova casa foi desenhada por William Chambers e os jardins por Capability Brown.
A igreja da abadia está construída com uma mistura de pedra Ham, pedra Chilmark e pederneira.  O seu estilo é principalmente gótico perpendicular datado de meados do século XIV. Os Conde e Condessa de Dorchester também foram generosos para com a igreja e o túmulo conjunto, desenhado por Robert Adam com escultura por Agostino Carlini, encontra-se no transepto norte. No entanto, talvez a característica mais marcante do interior da igreja seja a sua janela sul, desenhada como uma Árvore de Jessé por August Pugin.
Em 1852, o mercador banqueiro Carl Joachim Hambro adquiriu Milton Abbey para fazer dela a sua casa de família. Implementou um importante programa de restauro, incluído extensas renovações da própria abadia. A família Hambro desenvolveu Milton Abbey e viveu lá até 1932, quando venderam o edifício e, durante algum tempo, se mudaram para Hedge End Farm nearby, seguido da sua mudança permanente para Dixton Manor, no Gloucestershire.

### Milton Abbey no cinema e televisão
O palácio foi usado como cenário exterior no filme de 1994 intitulado The Browning Version, protagonizado por Albert Finney, Matthew Modine e Greta Scacchi.
O edifício também foi usado, em 1980, como cenário exterior e interior na produção televisiva britânica intitulada To Serve Them All My Days, protagonizada por John Duttine e Frank Middlemass.

## A Milton Abbey School

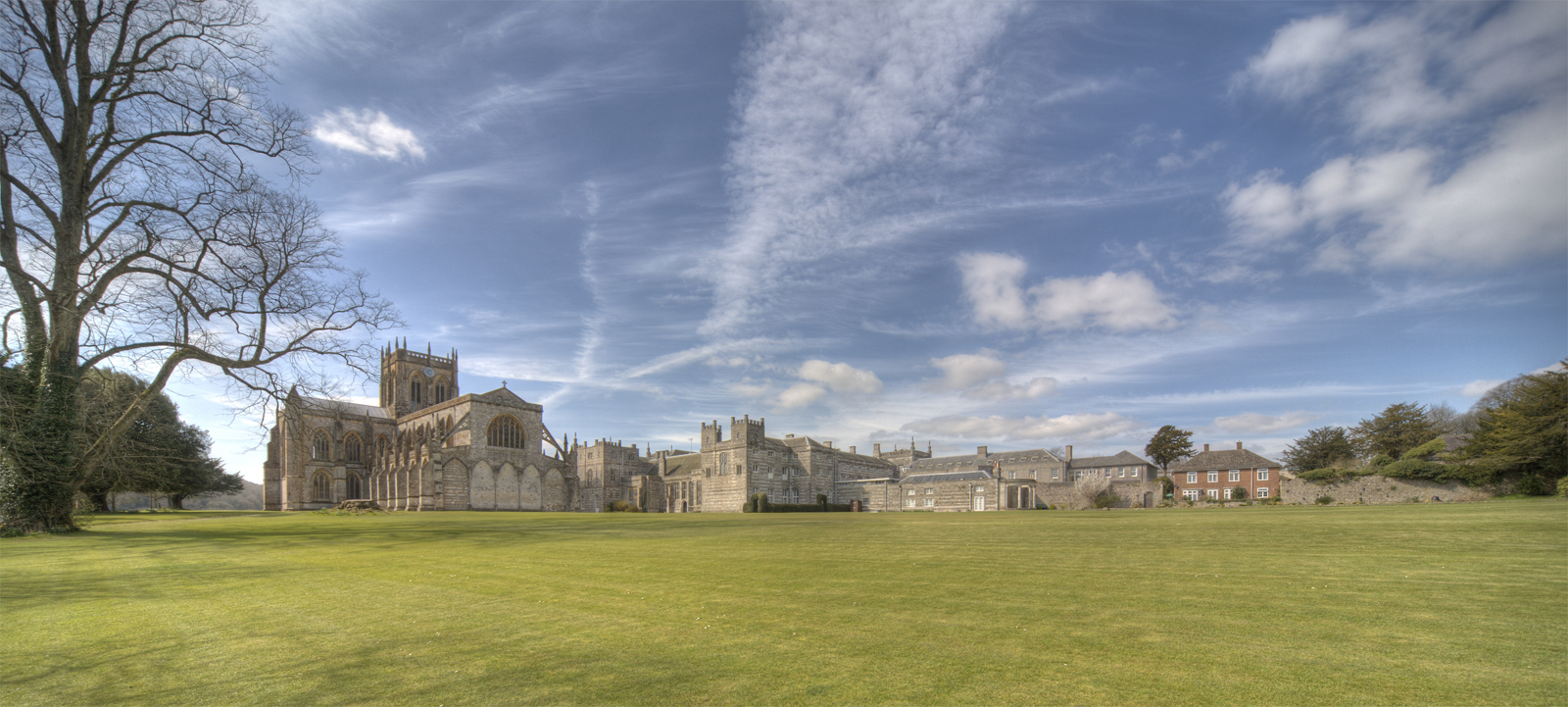
Capela de Milton Abbey e edifício principal.

Actualmente o palácio está ocupado pela Milton Abbey School, uma escola independente britânica fundada em 1954 e que funciona em ambiente rural no Dorset. Este estabelecimento de ensino acolhe 250 pupilos em seis casas de residência, chamadas de Athelstan, Bancks, Damer, Hambro, Middleton e Tregonwell. Recebe rapazes com idades compreendidas entre os 13 e os 16 anos e é co-educacional na sexta forma.
A escola tem um campus rural e extensas facilidades. Inclui um ginásio, piscina, pista de tiro, campo de golfe, um teatro com 320 lugares, um departamento de arte totalmente equipado e um bloco de denenho, um relvado de astro, uma área fora dos limites, um salão de jantar do século XV, uma capela abacial, cujo passado pode ser traçado até ao século IX e campos desenhados por Lancelot "Capability" Brown. O edifício principal, construído, a partir de 1780, para Joseph Damer, 1º Conde de Dorchester, acolhe o centro administrativo da escola, salas de aula, a Sala Comum Senior, a Sala do Rei e todas as casas residenciais de rapazes. A casa residencial das raparigas, a Middleton, pode ser encontrada no quadrângulo traseiro.

### Figuras de relevo na escola
Entre as muitas pessoas que passaram pela escola ao longo da sua história, destacam-se:
| Directores - 1954 - 1955: Revd. Dr. C.K. Francis Brown - 1955 - 1969: Cdr. R.H. Hodgkinson - 1969 - 1979: W.M.T. Holland - 1979 - 1987: S.R.D. Hall - 1987 - 1995: R.H. Hardy - 1995 - 2010: Jonathan Hughes-D'Aeth | Vice-directores - 1966 - 1968: A.C. Ingall - 1968 - 1973: M.O. Fletcher - 1973 - 1977: H.J. Cox - 1977 - 1993: T.J.R. Bullick - 1992 - 2000: J.P. Traskey - 2000 - 2009: N.H. Arkell - 2009: Gareth Doodes | Responsáveis pelas casas residenciais - Athelstan: Marcus Williams - Bancks: Penny Doubleday - Damer: Owen Parkin - Hambro: Simon Kibler - Middleton: Lucinda Wingate-Gray - Tregonwell: Andrew Wilson | Antigos alunos notáveis - Rupert Evans, actor - Tom Homer, jogador de rugby - Alexander Faludy, criança prodígio - Francis Fulford, aristocrata |

### A capela da abadia
A abadia forma o coração central da escola. Um serviço religioso tem lugar para toda a escola às terças, quintas e sextas-feiras e sábados de manhã. Às segundas feiras reune-se ali uma Assembleia da Casa e às quartas-feiras uma Assembleia de toda a escola. Aos domingos, toda a comunidade escolar se reúne para um culto formal de domingo e existem serviços regulares de comunhão ao longo de todo o período lectivo. O actual capelão é Richard Thomson. A escola, apesar de fundada na Igreja Anglicana, recebe pessoas de qualquer fé e, também, agnósticos.

### Cursos
Curriculum do GCSE (Certificado Geral de Educação Secundária)
- Disciplinas obrigatórias: Inglês, Francês ou Espanhol, Matemática
- Disciplinas opcionais: Ciências Aplicadas, Arte, Biologia, Química, Desenho e Tecnologia, Drama, Geografia, História, Música, Educação Física, Fotografia, Física, Estudos Religiosos e Espanhol

Curriculum da Sixth Form' ("Sexta forma" - dois anos finais, e opcionais, do ensino secundário no sistema de ensino britânico)
A maior parte dos alunos terão três disciplinas no Nível A ou uma combinação de Níveis AS e A equivalentes a estas. Al+em disso, a Milton Abbey School oferece um Certificado Nacional de cursos BTEC, cada um dos quais equivale a dois níveis A, para os quais não existem exames formais com acesso por trabalho de curso.
- Níveis AS/A: Estudos de Negócios, Química, Civilização Clássica, Estudos de Comunicação, Desenho, Inglês, Francês, Geografia, História, História de Arte, Lei (apenas no AS), Matemática, Música, Tecnologia de Música, Fotografia, Física, Estudos Religiosos, Espanhol, Desenvolvimento de Desportos
- BTEC: Gestão Rural, Gestão de Cavalos, Hospitalidade e Desenvolvimento de Desporto, Treino e Exercício.

### Actividades extra-curriculares
Artes
Milton Abbey School tem uma vasta tradição em música, arte e drama, assistindo regularmente à realização de concertos, exibições e produções.
- Drama: o teatro construído propositadamente, com 320 lugares, é cenário de peças, musicais, concertos assembleias e leituras. Aos pupilos também é dada instrução em teatro e trabalho de bastidores, assim como em actuação.

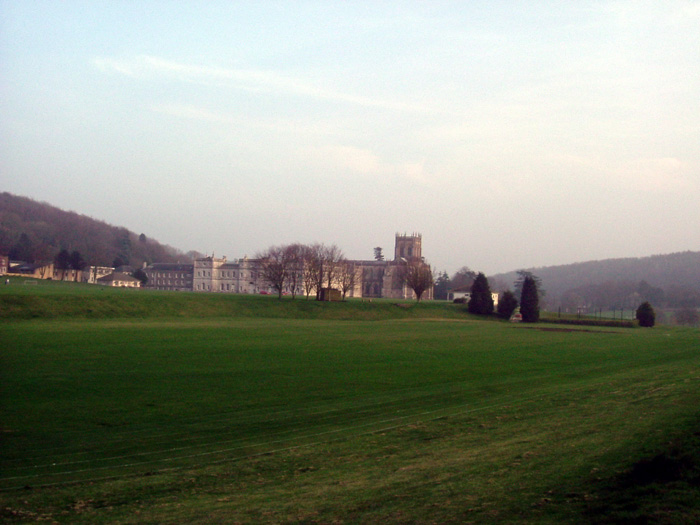
Milton Abbey vista dos campos de jogo.

- Música: a escola tem uma longa tradição coral e ensaiam vários grupos musicais, incluindo uma orquestra escolar, bandas rock, conjuntos ensembles e impromptu.
- Arte: a todos os novos alunos da escola é ensinada pintura e há oportunidade para explorar diferentes meios, incluindo têxteis, olaria, cerâmica, gravura, fotografia e gráficas computorizadas. A escola organiza visitas regulares a museus e galerias para potenciar o trabalho feito em estúdio.

Desporto
A escola tem aulas de educação física calendarizadas e a maior parte dos alunos faz exercício pelo menos quatro tardes por semana. Tem uma excelente proporção treinador/atleta e os alunos jogam em diversos níveis: clube, regional e nacional.
- Jogos de rapazes: rugby, futebol, natação, hockey e cricket
- Jogos de raparigas: hockey, natação, lacrosse, netball e ténis

A escola possui, ainda, uma equipa de polo, com póneis instalados em estábulos no local.
Actividades ao ar livre
A Milton Abbey School é famosa pela sua forte ligação ao campo e pela ênfase que põe na ambição académica combinada com a paixão pelas actividades ao ar livre. A escola encoraja os alunos a envolverem-se em perseguições no campo. Oferece beagling (caça com cães da raça beagle), tiro aos pratos, ferreting (caça com furões), pesca e equitação.
Oferece ainda outras actividades ao ar livre, que incluem escalada, The Duke of Edinburgh's Award, espeleologia, tiro, vela, motonáutica e o chamado ten tors.
Campo de golfe
A escola possui um campo de golfe que de estende em volta da casa principal e da igreja abacial. Desenhado por Peter Alliss e inaugurado em 1972, trata-se dum percurso de nove buracos que é usado pelos alunos e pelos visitantes, a quem é pedida  uma pequena taxa verde.

### Publicações
Tatler, no seu Guia de Escolas de 2009, afirma: "Milton Abbey conta-se a si própria como a melhor pequena escola britânica e com boas razões. Compete individualmente e um saudável estilo de vida ao ar livre está no centro da vida da escola."
A escola também é altamente elogiada no Good Schools Guide e em muitas outras publicações independentes.